# 405号州际公路 (华盛顿州)
405号州际公路（英語：Interstate 405, I-405）是西雅图一条南北方向的州际公路，是5号州际公路的辅助线。全长30.68英里。